# 巴塞爾章克申 (佛羅里達州)
巴塞爾章克申（英語：Bucell Junction）是位於美國佛羅里達州泰勒縣的一個非建制地區。該地的面積和人口皆未知。

## 地理
巴塞爾章克申的座標為29°04′11″N 83°33′21″W / 29.06972°N 83.55583°W，而該地的平均海拔高度為15米（即49英尺）。